# دياني إلسون
دياني إلسون (بالإنجليزية: Diane Elson)‏ هي اقتصادية بريطانية، ولدت في 20 أبريل 1946 في Bedworth ‏ في المملكة المتحدة.